# Vasa (schip, 1628)

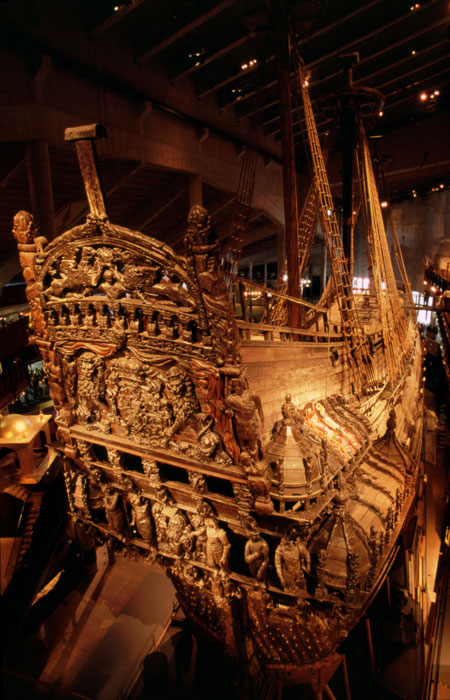
De achtersteven van de Vasa

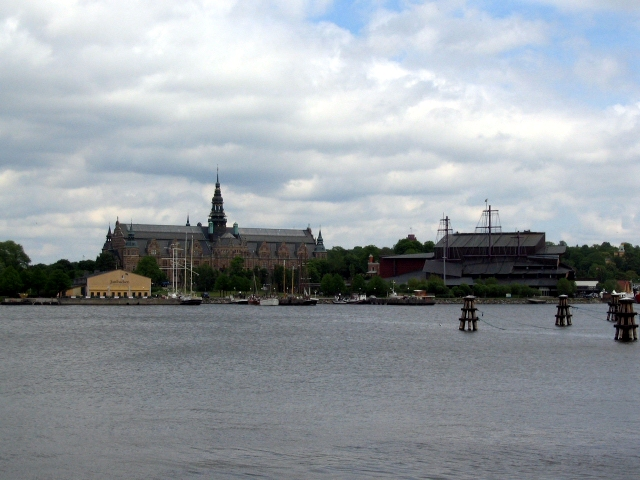
Het Vasamuseum in Stockholm (rechts) (links het Noordse Museum)

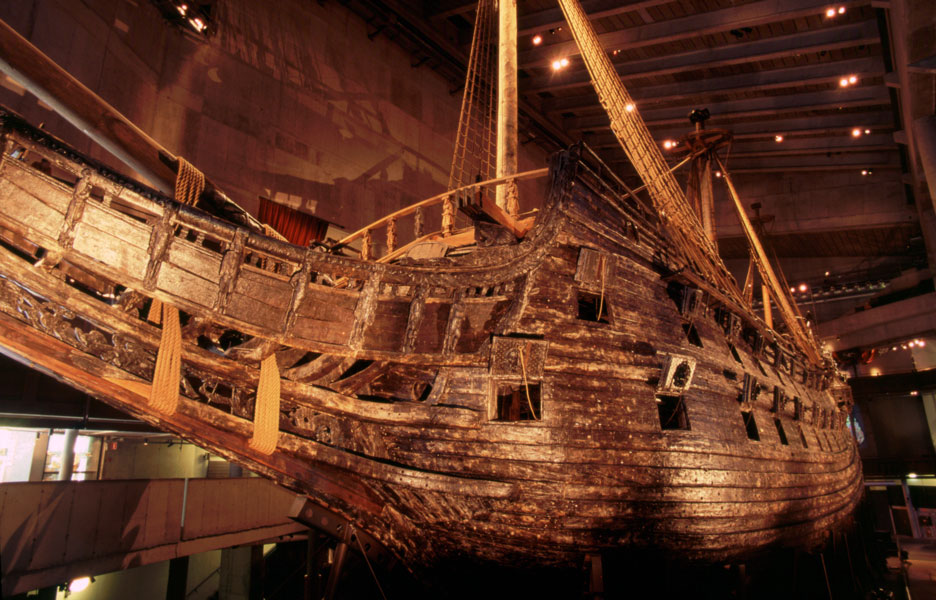
De boeg

De Vasa (spreek uit als Wasa) is een Zweeds oorlogsschip dat op 10 augustus 1628 op zijn eerste tocht zonk in de haven van Stockholm. Het schip is in 1961 geborgen en geconserveerd. Het werd de eerste jaren tentoongesteld in een tijdelijk museum Wasavarvet ('De Vasa Scheepswerf') en is sinds 1988 te bezichtigen in het Vasamuseum in Stockholm-Djurgården.
Koning Gustaaf II Adolf gaf in 1625 opdracht aan de Nederlandse scheepsbouwer Henrik Hybertsson vier oorlogsschepen te bouwen in Stockholm, waaronder de driemaster Vasa. De Vasa had 64 kanonnen, verdeeld over twee dekken, en was 62 m lang, 11,70 m breed en 50 m hoog. Het schip was gebouwd voor een bemanning van 435 personen en woog 1200 ton.

## De schipbreuk
Op 10 augustus 1628 voer de Vasa vanaf Skeppsgården (de scheepswerf) in de richting van de havenmond, toen een windvlaag haar slagzij deed maken. Het schip herstelde zich, maar door een tweede windvlaag kwam het, na slechts 1300 m gevaren te hebben, zo schuin te liggen dat het water de geopende geschutpoorten binnenstroomde. De Vasa liep vol water en zonk 30 m naar de bodem van de haven, ter hoogte van Beckholmen op het eiland Djurgården. De meeste van de circa 150 opvarenden konden zwemmend de kant bereiken of klommen in de masten die nog boven water uitkwamen. Ongeveer 30 tot 50 personen verdronken.

## Berging
Omdat de masten boven water uitstaken, werden ze vrij snel afgezaagd. Ook 61 van de 64 kanonnen werden al in de 17e eeuw geborgen, met behulp van een duikerklok. Berging was niet mogelijk en gedurende ruim drie eeuwen lag het schip ongestoord op de bodem van de haven van Stockholm. Pas in de jaren vijftig van de 20e eeuw werd het wrak opnieuw gevonden, door de Zweedse particuliere wrakkenonderzoeker Anders Franzén, die besefte dat de in zout water levende hout etende scheepsworm Teredo navalis in het brakke water van de Oostzee niet voorkwam, zodat de kans groot was dat de Vasa nog kon worden geborgen. Met behulp van een zelfgemaakt peillood wist hij het schip te lokaliseren. In een gezamenlijke operatie van de Zweedse marine en een bergingsbedrijf werd de Vasa geborgen door zes kabels onder het schip door te trekken en het in zestien stadia op te takelen. Op [24 april 1961 kwam de Vasa boven water.
De Vasa is geconserveerd door het hout over een periode van zeventien jaar te behandelen met polyethyleenglycol. Uit het wrak en 14 000 naast en in het schip gevonden houten voorwerpen, waaronder 700 beelden, werd de Vasa volledig gereconstrueerd. Na een verblijf in een tot tijdelijk museum omgebouwd droogdok wordt de Vasa sinds 1990 tentoongesteld in het Vasamuseum op Djurgården, het drukst bezochte museum van Scandinavië. De basis is een ongebruikte sluis, waar de Vasa op eigen kiel in is gevaren en daarna drooggezet. Het gebouw is er daarna omheen opgetrokken.
Niet alleen het houtwerk is goed geconserveerd; ook zes zeilen die tijdens de reis opgeborgen lagen in kisten zijn bewaard gebleven.

## Studie bemanningsleden

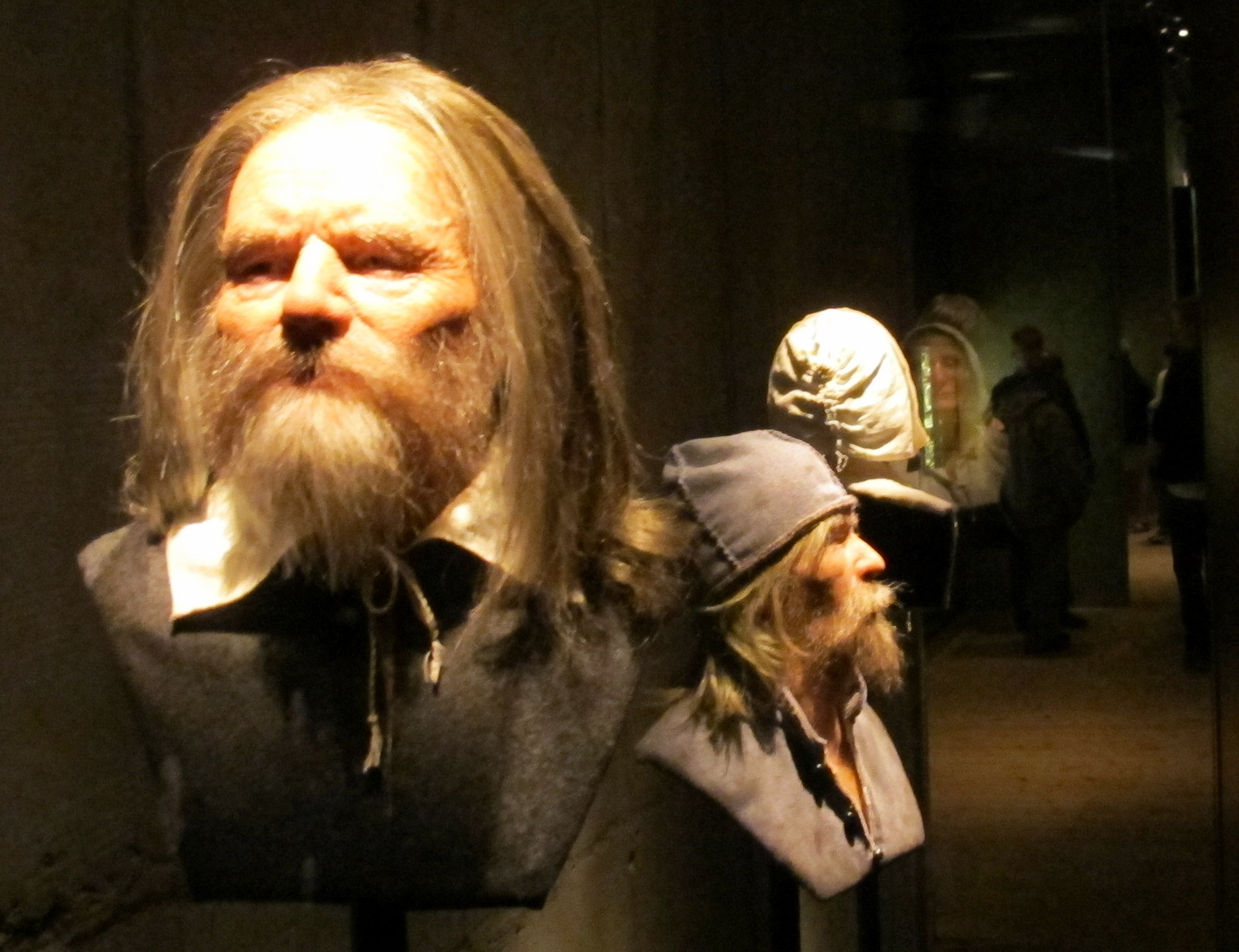
Reconstructie aangezicht van verdronken bemanningsleden

Sinds 2004 onderzoekt de afdeling Immunologie, Genetica en Pathologie van de universiteit van Uppsala de stoffelijke resten uit de Vasa om zo veel mogelijk te weten te komen over elk bemanningslid. Eerst werd er vooral getracht skeletten te reconstrueren. Daarna werd door osteologische analyse heel wat ontdekt over hun ouderdom, lengte, geslacht en hun medische geschiedenis. Reconstructies van de gezichten van bemanningsleden staan tentoongesteld in het Vasamuseum. Van de meesten was de identiteit niet te achterhalen omdat slechts één verdronken bemanningslid vermeld werd in geschreven bronnen.

## Oorzaak van de schipbreuk
In de 17e eeuw bestonden de ontwerpspecificaties en berekeningen voor het bouwen van een schip alleen in het hoofd van de scheepsbouwer. Wetenschappelijke theorieën over scheepsontwerp of stabiliteit waren nog niet ontwikkeld, dus belangrijke factoren zoals het zwaartepunt werden door de scheepsbouwer geschat op basis van zijn ervaring.
Hoewel de stabiliteit van een schip niet wiskundig berekend kon worden, kon deze wel getest worden. Dit werd gedaan door een aantal mannen meerdere malen van het ene boord van het schip naar het andere te laten rennen om zo te bepalen hoeveel het schip overhelde en hoeveel tijd het nodig had om zich te rechten. Deze test werd in 1628 ongeveer een maand voor haar fatale reis op de Vasa uitgevoerd in het bijzijn van admiraal Klas Fleming en moest halverwege afgebroken worden omdat gevreesd werd dat het schip anders zou kapseizen. Klas Fleming merkte op dat hij wenste dat de koning in Stockholm was. De koning was echter in Polen en verzond brief na brief met de dringende opdracht om het schip zo vlug mogelijk vertrekkensklaar te krijgen om in de oorlog tegen Polen te kunnen inzetten.
De romp van de Vasa was onderverdeeld in drie dekken en een onderste ruim met de ballast die bestond uit grote, dicht opeengehoopte stenen. Bij de berging van het schip vond men een intact laadruim gevuld met ballaststenen. Het ruim van de Vasa bevatte 120 ton ballast, maar dit was niet genoeg om het aanzienlijke gewicht van het schip boven de waterlijn tegen te gaan; zelfs een lichte windvlaag zou het schip ernstig gedestabiliseerd hebben. Het was gebruikelijk in die tijd om het zware geschut op het onderste geschutdek te plaatsen om het gewicht op het bovenste geschutdek te verminderen en zo de stabiliteit te verbeteren. De plannen voor het geschut werden meerdere malen gewijzigd tijdens de bouw en zowel het plaatsen van 24-ponders (kanonnen die een kogel met een gewicht van 24 pond ofwel meer dan 11 kg kunnen afschieten) op het onderste dek en lichtere 12-ponders op het bovenste dek als het plaatsen van 24-ponders op beide dekken, werden in overweging genomen. De geschutpoorten op het bovenste dek hadden bovendien de juiste grootte voor 12-ponders, maar uiteindelijk werd het schip toch uitgerust met zware 24-ponders op beide dekken en dit kan tot de geringe stabiliteit van het schip bijgedragen hebben.
Oorlogsschepen uit deze periode – zelfs met geschikte bewapening – waren uiterst onstabiel. Een van de belangrijkste oorzaken hiervoor was het hoge achterkasteel dat als platform diende voor soldaten om met handvuurwapens op de vijand te kunnen schieten. De Vasa kan ook het bijkomend probleem gehad hebben dat het berghout (de stootrand rondom het bovenste deel van de scheepsromp) uit dikke planken bestond die te zwaar waren. Dit kan te wijten zijn aan de geringe ervaring met schepen met twee dekken of kan gedaan zijn omdat het de mogelijkheid bood om later nog zwaarder geschut toe te voegen. Er is echter niets inherent mis met de vorm van de scheepsromp; ze ligt binnen de normen voor deze periode.
Dit kan o.a. worden aangetoond door een vergelijking van de lengte exclusief het galjoen (kleine uitbouw aan de boeg) en de breedte van de Zweedse oorlogsschepen Vasa (1627), Äpplet (1628), Kronan' (1632) en Scepter (1634):
| Schip   | Lengte (excl. galjoen) | Breedte    |
| ------- | ---------------------- | ---------- |
| Vasa    | 156 voet               | 38,38 voet |
| Äpplet  | 160 voet               | 42,5 voet  |
| Kronan  | 165 voet 6 duimen      | 44 voet    |
| Scepter | 159 voet               | 38 voet    |

1 Zweedse voet = ca. 297 mm, 1 Zweedse duim = ca. 24,7 mm
Zoals de Zweedse historicus Jan Glete opmerkt in zijn artikel Gustav II Adolfs Äpplet keerde men met de bouw van het succesvolle vlaggenschip de Scepter terug naar bijna dezelfde lengte-breedte-verhouding als de Vasa. Dit wijst erop dat de lengte-breedte-verhouding geen doorslaggevende rol had in de schipbreuk en dat eerder moet worden gekeken naar bijvoorbeeld de rol van het gewicht en de verdeling van het geschut, de diepte van het ruim en eventuele andere aspecten van de scheepsromp.
Bij het bouwen van deze oorlogsschepen moest altijd een afweging worden gemaakt tussen o.a. snelheid, vuurkracht en stabiliteit. Een nauwere scheepsromp leverde bijvoorbeeld een sneller schip op, maar liet minder ballast toe in het ruim voordat de geschutpoorten te dicht bij de waterlijn kwamen te liggen. Een bredere romp onder de waterlijn liet meer ballast en geschut toe door het grotere drijfvermogen, maar zorgde voor een minder beweeglijk schip. Zwaar geschut en de verstevigde dekken waarop dit geschut stond, verhoogden op hun beurt het zwaartepunt waardoor het schip topzwaar kon worden. Men trachtte dit te vermijden door het geschut zo laag mogelijk in het schip te plaatsen, maar dit kon de geschutpoorten gevaarlijk dicht bij de waterlijn brengen met als gevolg dat vele oorlogsschepen in deze tijd in heviger weer met gesloten geschutpoorten moesten varen. In het geval van de Vasa is bekend dat de afstand van de onderzijde van de laagste geschutpoort tot de waterlijn 1,5 m bedroeg, wat normaal was voor deze periode.
Kapitein Söfring Hansson zeilde het nieuwe schip op de dag van de ramp met open geschutpoorten, wat ongebruikelijk was, zeker na de uitslag van de stabiliteitstest. Meestal zeilde een splinternieuw schip aanvankelijk met gesloten geschutpoorten om de kapitein en de bemanning aan het schip te laten wennen, aangezien elk schip in de 17e eeuw - door de aard van het bouwproces - zich wat anders liet besturen. De Vasa voer met open geschutpoorten om saluutschoten af te vuren, maar die beslissing maakte het mogelijk voor water om langs de geschutpoorten naar binnen te stromen toen deze onder de waterlijn doken. Het gewicht van het binnenstromend water zorgde ervoor dat het schip zich niet meer kon rechten en het kapseisde nadat ook de meeste ballaststenen achter de kombuis naar bakboord verschoven waren. De geplande bestemming van de Vasa was Älvsnabben, de marinehaven in de buitenste archipel waar soldaten (ca. 300 manschappen en hun uitrusting, ongeveer 25 ton) en bijkomende proviand (ca. 70 ton voor een maand op zee) aan boord zouden worden genomen die de stabiliteit hadden kunnen verbeteren.

## Zusterschip
Bij de bouw van het zusterschip, de Äpplet (appel), hield bouwer Hein Jacobsson rekening met de gebreken van de Vasa. Het schip werd in 1629 te water gelaten en deed dienst tot 1659. Zo zette het 1000 militairen over toen koning Gustaaf Adolf zich ging mengen in de Dertigjarige Oorlog. In 1659 was het versleten en werd het met negen andere grote schepen afgezonken in de Straat van Faxholm om buitenlandse oorlogsschepen de toegang tot Stockholm te blokkeren. In 2021 werd het wrak teruggevonden door maritiem-archeologen.